# Estación El Trigo
El Trigo es el nombre que recibe una antigua estación de ferrocarril ubicada en el paraje rural de El Trigo, partido de Las Flores, provincia de Buenos Aires, Argentina.

## Servicios
La estación era intermedia del otrora Ferrocarril Provincial de Buenos Aires para los servicios interurbanos y también de carga hacia y desde La Plata, Loma Negra y Azul. No opera servicios desde 1968. Hoy funciona en sus instalaciones un destacamento policial.